# Big Sky Movie Ranch
Big Sky Movie Ranch est l'un des plus vieux ranchs privés, consacré au cinéma, toujours en activité. Il est situé à 53 km au nord-ouest de Los Angeles en Californie. Il est composé d'un ensemble de collines, de vallées et de prairies, de panoramas et constitue un paysage naturel pour la réalisation de films. Ce ranch a été largement utilisé pour le tournage de westerns pour la télévision et des productions cinématographiques,.

## Historique
Ce site fait partie d'un terrain de plus de 6 500 acres, qui existait déjà dans les années 1880 sous le nom de Patterson Ranch. Il est ensuite racheté dans les années 1930 et devient le Tapoo Ranch. En 1981, la propriété est rachetée par la Big Sky Ranch Company et devient le Big Sky Movie Ranch.
Le terrain de 7 000 acres (2 833 ha) a été mis aux enchères en juin 1987,. Plusieurs des endroits de tournages ont été détruits par un incendie en 2003.

## Productions
Parmi les productions qui y ont été tournées figurent : 
- Rawhide
- Gunsmoke
- La Petite Maison dans la prairie[7]
- Les Routes du paradis
- Le Grand frère (téléfilm, 1981)
- La Caravane de l'étrange,
- Les oiseaux se cachent pour mourir[2].
- Westworld[8]
- Babylon (film, 2022)[9]